# Parting Should Be Painless
Parting Should Be Painless je páté sólové studiové album anglického zpěváka Rogera Daltreyho. Vydáno bylo v únoru roku 1984 společností Atlantic Records a jeho producentem byl Mike Thorne. Jde o Daltreyovo první album po rozpadu skupiny The Who. V hitparádě Billboard 200 se umístilo na 102. příčce. Deska obsahuje výhradně písně jiných autorů.

## Seznam skladeb
1. „Walking in My Sleep“ (Jack Green, Leslie Adey) – 3:28
2. „Parting Should Be Painless“ (Kit Hain) – 3:41
3. „Is There Anybody Out There?“ (Nicky Chinn, Steve Glen) – 4:17
4. „Would a Stranger Do?“ (Steve Andrews, Simon Climie) – 3:33
5. „Going Strong“ (Bryan Ferry) – 5:08
6. „Looking for You“ (Kit Hain) – 3:20
7. „Somebody Told Me“ (Annie Lennox, Dave Stewart) – 3:07
8. „One Day“ (Gerald Milne) – 3:10
9. „How Does the Cold Wind Cry“ (Colin Towns) – 3:46
10. „Don't Wait on the Stairs“ (Steve Swindells) – 6:33

## Obsazení
- Roger Daltrey – zpěv, harmonika
- Chris Spedding – kytara
- Norman Watt-Roy – baskytara
- Allan Schwartzberg – bicí
- Mick Gallagher – klávesy, syntezátor
- Michael Brecker – tenorsaxofon
- Robert Medici – marimba
- Mike Thorne – syntezátor
- David Tofani – klarinet
- Billy Nicholls – doprovodné vokály